# Аннандейл, Лори
Ло́ри А́ннандейл (англ. Laurie Annandale, род. 7 февраля 1950 года в Розите, Шотландия) — шотландский профессиональный снукерный рефери.
Аннандейл начал свою карьеру профессионального рефери в 1980-х, некоторое время совмещая её с выступлениями на местных турнирах как снукериста-любителя. В начале 90-х он также занимал должность секретаря шотландской ассоциации любительского бильярда и снукера.
На протяжении длительного времени Лори был одним из ведущих рефери в игре. Его самый значительный матч пришёлся на финал чемпионата мира 1998 года, по итогам которого Джон Хиггинс впервые стал победителем мирового первенства.
Лори Аннандейл во время своей судейской карьеры также был известен как «доктор» киёв: игроки нередко обращались к нему с просьбой исправить незначительные «шероховатости», поставить новые наклейки и тому подобное.